# Lavilledieu
Lavilledieu ist eine französische Gemeinde mit 2248 Einwohnern (Stand 1. Januar 2022) im Süden des Départements Ardèche in der Region Auvergne-Rhône-Alpes. Sie gehört zum Kanton Le Teil und seit 2017 zum Kommunalverband Bassin d’Aubenas.

## Geografie
Lavilledieu liegt am Rande der Hochebene des Lava- und Basaltplateaus von Coiron, östlich des Ardèchetals, rund zehn Kilometer östlich von Aubenas.

## Bevölkerungsentwicklung
| Jahr                       | 1962 | 1968 | 1975 | 1982 | 1990 | 1999 | 2006 | 2018 |
| Einwohner                  | 543  | 640  | 854  | 930  | 1264 | 1430 | 1752 | 2180 |
| Quellen: Cassini und INSEE |      |      |      |      |      |      |      |      |

## Sehenswürdigkeiten
Auf dem Gebiet der Gemeinde befindet sich das Oppidum de Jastres-Sud.